# John R. Taylor
John Robert Taylor (Londra, 2 febbraio 1939) è un fisico e divulgatore scientifico britannico, naturalizzato statunitense, professore emerito di fisica all'Università del Colorado a Boulder.

## Biografia
Dopo aver conseguito il Bachelor of Arts in matematica all'Università di Cambridge nel 1960, ottenne il Ph.D. in fisica teorica nel 1963, presso l'Università della California a Berkeley, con una tesi dottorale sulla teoria della Matrice S,
avendo quale relatore Geoffrey Chew, uno dei pionieri in quel campo.

### Attività editoriale e divulgativa
Taylor è noto come autore di vari manuali e libri di testo universitari ma anche per l'impegno in iniziative divulgative attraverso opere cartacee e prodotti per i mass media televisivi.
Il suo libro più conosciuto e venduto è An Introduction to Error Analysis, un manuale universitario dedicato all'analisi e alla propagazione degli errori, la cui fortuna editoriale è testimoniate dalle traduzioni in varie lingue, tra cui l'italiano. Il testo, il cui titolo è Error Analysis: the Study of Uncertainties in Physical Measurements, pubblicato da University Science Books, ebbe una prima edizione nel 1982 e una seconda nel 1997. Nel tempo ne sono uscite traduzioni in francese, tedesco, russo, polacco, italiano, giapponese; in Italia il libro è edito da Zanichelli, con il titolo di Introduzione all'analisi degli errori.

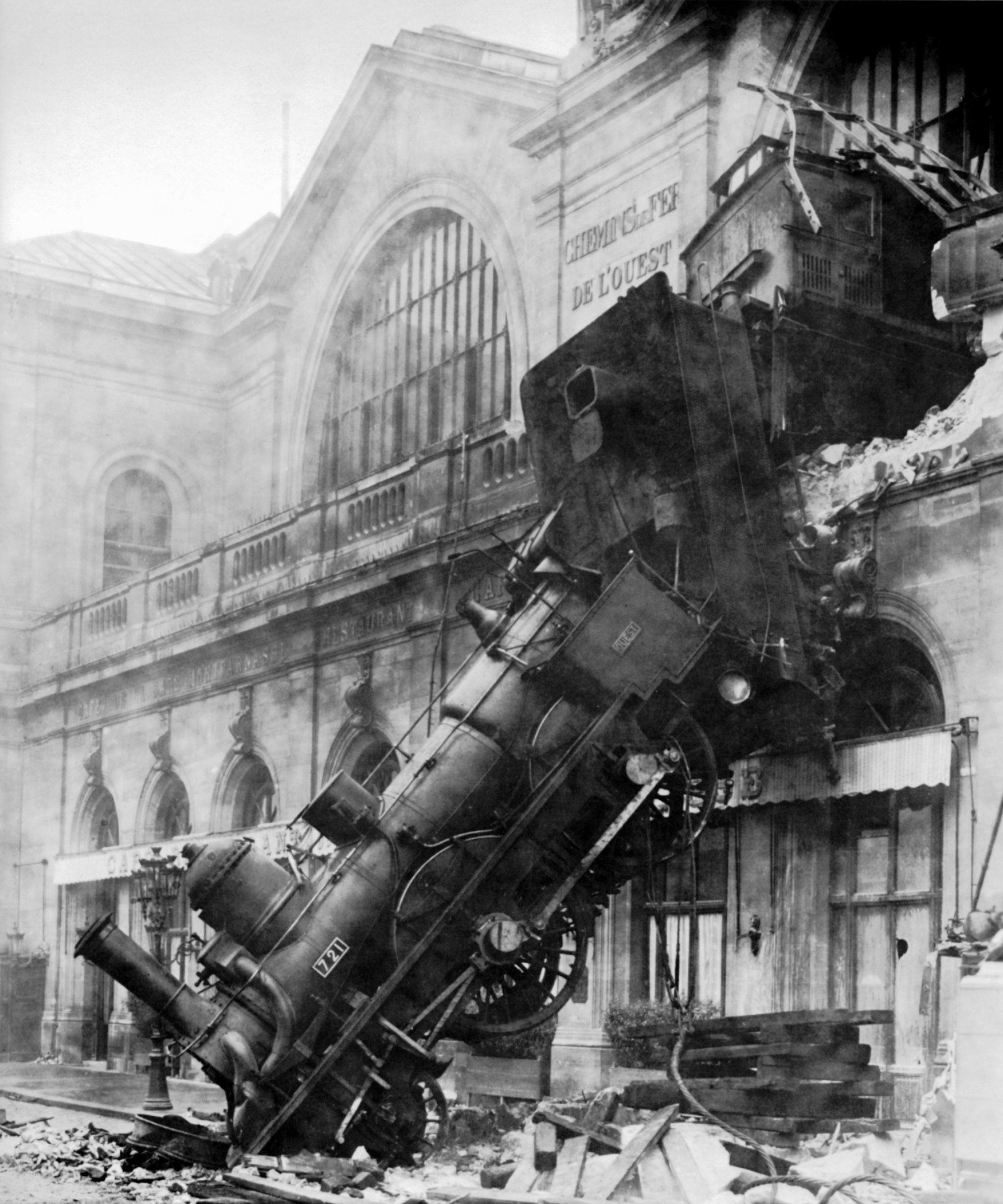
L'incidente ferroviario della stazione Montparnasse del 1895 figura sulla copertina di Introduzione all'analisi degli errori

Dal 1989 al 1992 ha fatto parte del comitato consultivo dell'American Journal of Physics
Nel 1991 Taylor fu designato Presidential Teaching Scholar.
Si occupa anche di didattica e divulgazione della fisica, tra cui le illustrazioni della fisica per i bambini con l'interpretazione del personaggio "Mr. Wizard", e ha ricevuto numerosi riconoscimenti in questo campo, anche nel 1989, con l'Homer L. Dodge Citation for Distinguished Service to AAPT conferitogli dalla American Association of Physics Teachers (APPT).
Nel 1990 ha ricevuto anche un Emmy Award per le serie televisive Physics 4 Fun, da lui ideate, andate in onda su KCNC TV tra il 1988 e il 1990.

## Libri
- (EN) Scattering Theory: The Quantum Theory of Non-Relativistic Collisions, New York City, Robert E. Krieger Publishing Company, 1972, ISBN 0-8987-4607-8.
- (EN) An Introduction to Error Analysis: The Study of Uncertainties in Physical Measurements, 2ª ed., University Science Books, 1997, ISBN 978-0-935702-75-0.
  -  Introduzione all'analisi degli errori. Lo studio delle incertezze nelle misure fisiche, 2ª ed., Zanichelli, 1999, ISBN 88-0-817-656-8.
- (EN) Classical Mechanics, University Science Books, 2005, ISBN 978-1-891389-22-1.
  -  Meccanica classica, Zanichelli, 2006, ISBN 978-88-080-7031-9.
- (EN) con Chris D. Zafiratos e Michael A. Dubson, Modern Physics for Scientists and Engineers, 2ª ed., University Science Books, 2014, ISBN 978-0-1380-5715-2.